# Tithraustes creon
Tithraustes creon är en fjärilsart som beskrevs av Druce 1885. Tithraustes creon ingår i släktet Tithraustes och familjen tandspinnare. Inga underarter finns listade i Catalogue of Life.